# DIN 315
DIN 315 er en DIN-standard for en vingemøtrik.
| Gevind |  | M4 | M5 | M6 | M8 | M10 | M12 | M14   |
| ------ |  | -- | -- | -- | -- | --- | --- | ----- |
| A:     |  | 4  | 5  | 6  | 8  | 10  | 12  | 14    |
| B:     |  | 20 | 26 | 33 | 39 | 51  | 65  | -     |
| C:     |  | 8  | 11 | 13 | 16 | 20  | 23  | ca.26 |

| Gevind |  | M16 | M20 |
| ------ |  | --- | --- |
| A:     |  | 16  | 20  |
| B:     |  | 73  | 90  |
| C:     |  | 29  | 35  |